# Weinberge - Klüssenberge bei Perleberg
Weinberge - Klüssenberge bei Perleberg este o arie protejată (arie specială de conservare — SAC, sit de importanță comunitară — SCI) din Germania întinsă pe o suprafață de 125,7 ha, integral pe uscat.

## Localizare
Centrul sitului Weinberge - Klüssenberge bei Perleberg este situat la coordonatele 53°06′10″N 11°52′00″E / 53.1028°N 11.8667°E.

## Înființare
Situl Weinberge - Klüssenberge bei Perleberg a fost declarat sit de importanță comunitară în septembrie 2000.

## Biodiversitate
Situată în ecoregiunea continentală, aria protejată conține 3 habitate naturale: Pajiști uscate europene, Pajiști calcaroase din nisipuri xerice, Pajiști uscate seminaturale și facies de acoperire cu tufișuri pe substraturi calcaroase (Festuco-Brometalia) (* situri importante pentru orhidee).
La baza desemnării sitului se află mai multe specii protejate de  păsări (8): ciocârlie-de-câmp (Alauda arvensis), fâsă de pădure (Anthus trivialis), cânepar (Carduelis cannabina), sfrâncioc roșiatic (Lanius collurio), ciocârlie de pădure (Lullula arborea), pietrar sur (Oenanthe oenanthe), grangur (Oriolus oriolus), codroșul de pădure (Phoenicurus phoenicurus).
Pe lângă speciile protejate, pe teritoriul sitului au mai fost identificate 31 de specii de plante, 1 specie de păsări, 1 specie de amfibieni, 1 specie de mamifere, 1 specie de reptile.